# Авторське право в Україні
Авторське право в Україні ґрунтується на Конституції України, Цивільному кодексі України та Законі «Про авторське право і суміжні права» від 1 грудня 2022 року, що набрав чинності 1 січня 2023 року.

## Історія
Після утвердження України як незалежної держави у 1992 році було створено Державне агентство з авторських і суміжних прав при Кабінеті Міністрів України (ДААСП України), основним завданням якого стала розробка законодавства у сфері авторського права. Вже в грудні 1993 року Верховною Радою був прийнятий Закон України «Про авторське право і суміжні права». Крім цього було прийнято низку законодавчих і нормативних актів, що регулюють окремі питання захисту авторських прав — постанову «Про мінімальні ставки авторської винагороди за використання творів літератури і мистецтва» 1994 року та постанову «Про державну реєстрацію прав автора на твори науки, літератури і мистецтва» 1995 року. Ці документи стали фундаментом інституту авторського права, основні принципи якого були закріплені в Конституції України 1996 року.
У 1995 році Україна приєдналась до Бернської конвенції.
Станом на березень 2021 року система збору та розподілу компенсацій в Україні скомпрометована своєю багаторічною непрозорістю, а близько 65 % творчих колективів не отримували належного їм роялті. Тому система колективного управління майновими правами в Україні потребує реформування..

## Об'єкти авторського права
До творів, що охороняються авторським правом, належать:
1. літературні письмові твори;
2. виступи, лекції, промови, проповіді та інші усні твори;
3. комп'ютерні програми;
4. бази даних;
5. музичні твори з текстом і без тексту;
6. драматичні, музично-драматичні твори, пантоміми, хореографічні та інші твори, створені для сценічного показу;
7. аудіовізуальні твори;
8. твори образотворчого мистецтва;
9. твори архітектури;
10. фотографії;
11. твори ужиткового мистецтва;
12. ілюстрації, карти, плани, ескізи, пластичні твори, що стосуються географії, геології, топографії, архітектури й інших областей науки;
13. сценічні обробки творів і обробки фольклору, придатні для сценічного показу;
14. переклади, адаптації, аранжування, інші переробки творів і обробки фольклору;
15. складові твори (збірки творів, енциклопедії та антології) за умови, що вони є результатом творчої роботи з добору, координації або упорядкуванню змісту без заподіяння збитку охороні вхідних у них творів;
16. тексти перекладів для дублювання, озвучення українською та іншими мовами іноземних аудіовізуальних творів;
17. інші твори.

Редакцією 2001 року законодавчо закріплено авторське право на інтерв'ю. Зокрема, зазначено, що інтерв'ю є формою співавторства (особи, що дає інтерв'ю, і особи, що бере інтерв'ю).
У Законі особливо наголошується, що правова охорона поширюється тільки на форму вираження твору і не поширюється на будь-які ідеї, теорії, відкриття, навіть якщо вони описані в творі.

## Права автора
Відповідно до Закону авторові належать особисті немайнові права (на зазначення свого імені, заборона на згадування свого імені під час публічного використання твору, на вибір псевдоніма і на збереження цілісності твору) і права майнового характеру, до яких належать, наприклад, право автора дозволяти/забороняти публічний показ творів, їх переробку і переклад.
При цьому автор має право вимагати виплати винагороди за використання твору. Однак, якщо екземпляри твору законним чином введені у цивільний обіг шляхом їхнього першого продажу на території України, то допускається їх повторне введення в обіг шляхом продажу, дарування і т. ін. без згоди автора і без виплати авторської винагороди.
Особлива увага в Законі приділяється правам авторів творів образотворчого мистецтва. 26 стаття закріплює за автором твору образотворчого мистецтва право вимагати доступу до твору з метою його використання для відтворення після його передачі іншій особі, а 27 стаття — право автора твору образотворчого мистецтва (і його спадкоємців) щодо проданих автором оригіналів творів образотворчого мистецтва на одержання п'яти відсотків від ціни кожного наступного продажу твору через аукціон, галерею, і т. ін.

## Вільне відтворення
В окремих випадках допускається використання творів без дозволу правовласника та без виплати винагороди (за умови, що вказано ім'я автора і дотримані інші його права). До таких випадків, наприклад, відносяться:
- використання цитат (коротких уривків) з опублікованих творів в обсязі, виправданому поставленою метою;
- видання творів, видання рельєфно-крапковим шрифтом для сліпих;
- публічне виконання музичних творів під час офіційних і релігійних церемоній, а також похоронів в обсязі, виправданому характером таких церемоній.

Законом передбачається вільне відтворення творів бібліотеками та архівами, а також при створенні навчальних посібників. Окрема стаття присвячена вільному копіюванню комп'ютерних програм.

## Термін дії
Термін охорони особистих немайнових прав автора необмежений. Інші права (майнові) підлягають охороні за життя автора і 70 років після його смерті. У разі, коли твір створено у співавторстві, термін охорони прав закінчується через 70 років після смерті останнього зі співавторів твору. Для творів, оприлюднених анонімно або під псевдонімом, строк дії авторського права закінчується через 70 років після того, як твір було оприлюднено.
У разі, якщо твір вперше опубліковано в термін 30 років після смерті автора, авторські права на нього діють протягом 70 років з моменту публікації. Авторське право на твори посмертно реабілітованих авторів діє протягом 70 років після їх реабілітації.
Окремо в Законі розглянуто випадок опублікування після закінчення терміну охорони авторського права твору, яке до цього не було обнародувано — особа, що вперше його опублікувала, користується захистом, рівноцінним захисту майнових прав автора. Термін охорони цих прав становить 25 років від першої публікації.